# Jacques-Laurent Gilly
Jacques-Laurent Gilly (* 12. August 1769 in Fournès; † 5. August 1829 in Aramon) war ein französischer Général de division.

## Leben
Gilly trat als Kadett in die königliche Armee ein und machte dort sehr rasch Karriere. Begeistert von den Idealen der Revolution wurde er schon früh ein Parteigänger Napoleons.
Im ersten Koalitionskrieg nahm Gilly am Italienfeldzug (1796/97) teil und wurde seiner Verdienste wegen im darauffolgenden Jahr zum Général de brigade befördert.
Nach einigen Kommandos in Österreich und der Schweiz, wurde er 1807 nach Spanien abkommandiert, und kämpfte dort im Krieg auf der Iberischen Halbinsel. Gilly kehrte anschließend wieder nach Frankreich zurück und arbeitete einige Zeit im Generalstab in der Hauptstadt.
Er zeichnete 1814 sich durch Tapferkeit in der Schlacht bei Paris aus und ging nach der Abdankung Napoleons (→Vertrag von Fontainebleau) in die Politik. Als Abgeordneter vertrat er das Département Gard. An der Schlacht von Waterloo (18. Juni 1815) nahm er nicht teil und war bis 1820 mit verschiedenen politischen Ämtern und Aufgaben betraut.
Jacques-Lauren Gilly starb eine Woche vor seinem 60. Geburtstag am 5. August 1829 in Aramon und fand dort auch seine letzte Ruhestätte.

## Ehrungen
- 1814 Comte de l’Émpire

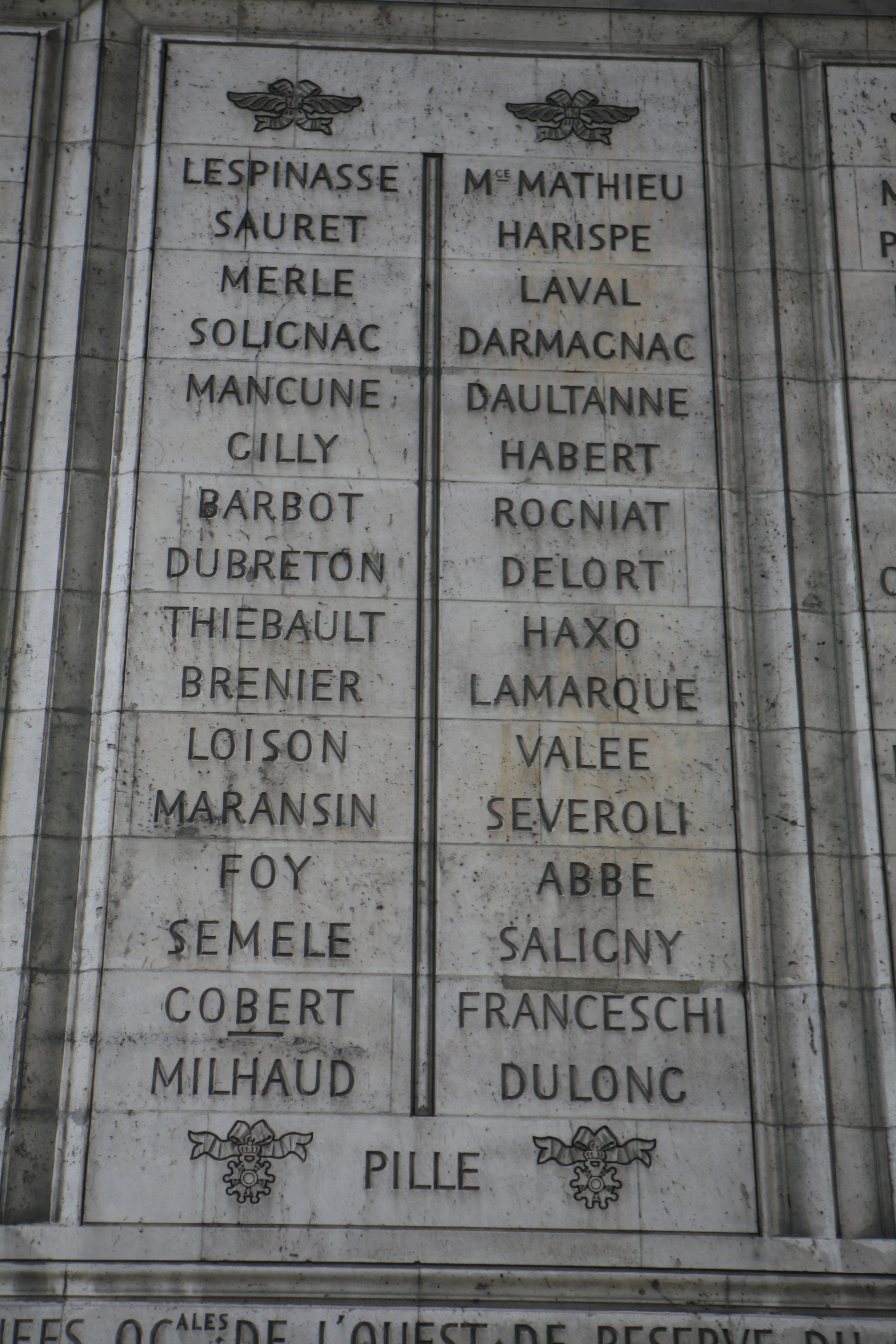
Name am Arc de Triomphe

- Sein Name findet sich am westlichen Pfeiler (35. Spalte) des Triumphbogens am Place Charles-de-Gaulle (Paris).